# 高橋等
高橋 等（たかはし ひとし、1903年3月20日 - 1965年8月10日）は、日本の逓信官僚、政治家。衆議院議員（6期）、法務大臣を歴任。

## 来歴・人物
広島県福山市深津町出身。福山中学校（現・福山誠之館高校）から1921年、第六高等学校を経て1927年、東京帝国大学法科大学英法科卒業。高等文官試験行政科に合格し逓信省入省後、札幌・熊本通信局で幹部を務めた後、逓信省簡易保険局管理課長、商工省金属回収本部総務課長、広島商工局商工部の部長を歴任。また、軍需省では大阪燃料局の局長などを務めた。
終戦後の1949年、旧広島3区から自由党公認で第24回衆議院議員総選挙に出馬し初当選。以降、在職中に死去するまで連続6回当選（当選同期に佐藤栄作・岡崎勝男・前尾繁三郎・橋本龍伍・麻生太賀吉・小渕光平・西村英一・橋本登美三郎・福永健司・塚原俊郎・藤枝泉介・木村俊夫・中川俊思・稲葉修・河本敏夫・森山欽司・床次徳二・有田喜一など）。党内では、自由党政務調査会内閣部長、自由党国会対策委員会副委員長などを歴任。その後は自由民主党に所属し、1956年の石橋内閣、1957年の第1次岸内閣で防衛政務次官を務め、同郷の池田勇人に近く池田の懐刀ともいわれ与野党間の折衝に尽力した。短い頭髪、鋭い眼差しは人目を引く存在であった。そして1964年には第3次池田改造内閣、第1次佐藤内閣の法務大臣を務めた。法相時代に吹原産業事件が発覚し、黒金保証書について「偽造であり、事件は政界とは何ら関係無い」と記者会見を行った。
1965年8月10日、62歳で死去した。勲二等旭日重光章受章。
高橋の死後、地盤は参議院議員だった宮澤喜一が引き継いだ。